# قرحة الشدة
قرحة الشدة (بالإنجليزية: stress ulcer)‏ هو تآكل في الطبقة السطحية من بطانة المعدة والإثني عشر تصيب بعض المرضى الذين يتعرضون لحالات من المرض الشديد أو للعمليات الجراحية، أو للحوادث والحروق، ويطول بقاؤهم في وحدة العناية المركزة والمستشفيات. وقد تؤدي قرحة الشدة إلى حدوث نزيف بالجهاز الهضمي على شكل قيء دموي أو براز يحتوي على دم مهضوم. وتعالج قرحة الشدة بنفس علاج قرحة المعدة المزمنة.

## السبب
لايزال السبب الحقيقي وراء حدوث قرحة الشدة غير واضحًا تمامًا، ولكن يعتقد بأنه في حالات الشدة كالأمراض المزمنة والإصابات والحروق والتعرض للجراحات تضطرب وظيفة الجدار المخاطي المبطن للمعدة من الداخل والذي يعمل على حماية جدار المعدة والتخلص من المواد السامة، كما يضطرب معدل تدفق الدم إلى الجهاز الهضمي، ففتراكم المواد السامة والأيونات المضرة بجدار المعدة فيحدث التآكل والتقرح.

## معدلات الإصابة

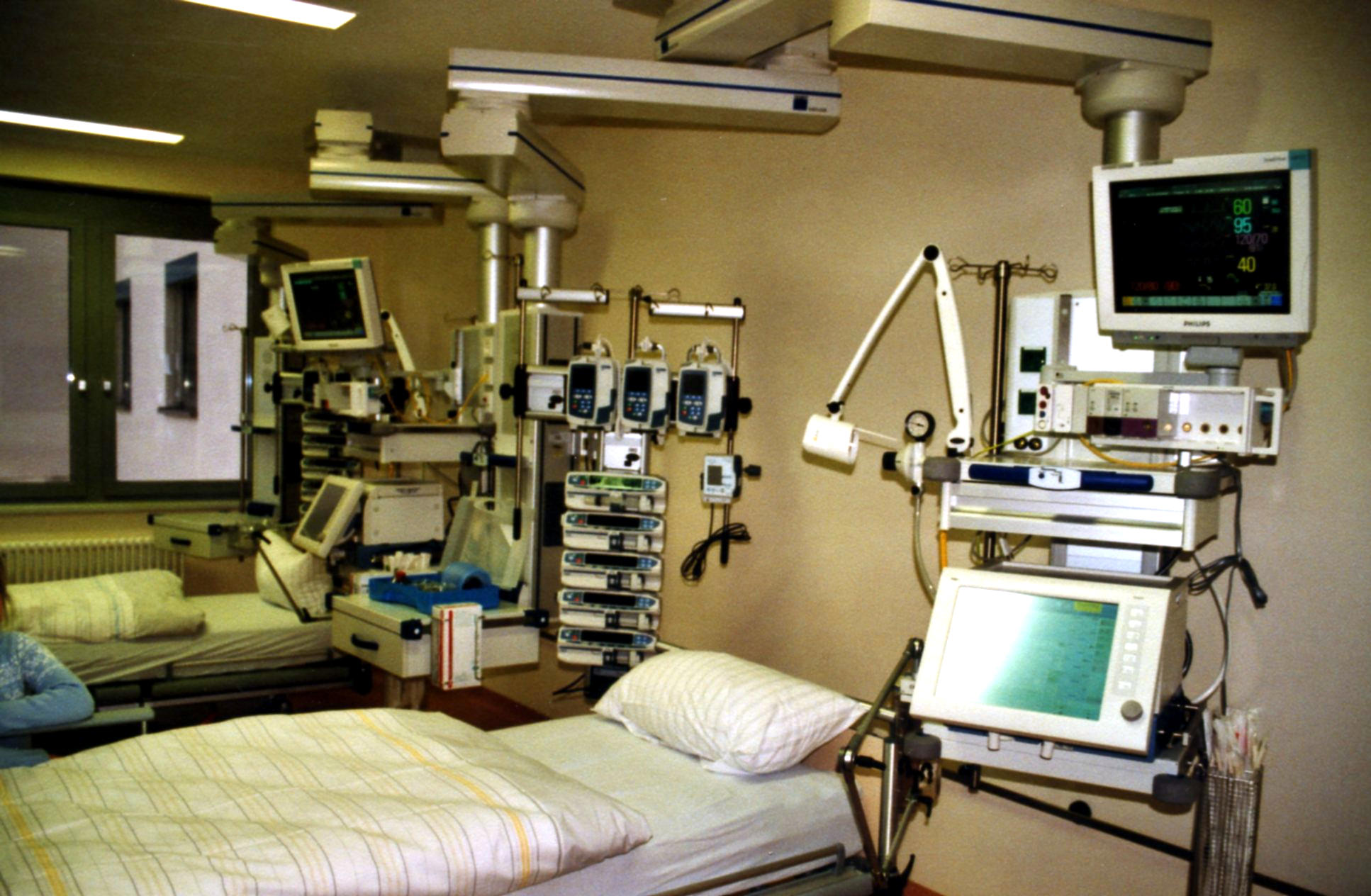
وحدة العناية المركزة

يلاحظ إصابة حوالي 75% - 100% من المرضى بتآكل وتقرح الطبقة السطحية من بطانة المعدة في أول 24 ساعة من وجودهم داخل وحدة العناية المركزة.

## عوامل الخطر
توجد العديد من العوامل التي تزيد من احتمالية الإصابة بقرحة الشدة منها :
- أن يكون المريض مصابًا بواحدة أو أكثر من الآتي : فشل الجهاز التنفسي , إنتان (تسمم الدم,[2] قصور القلب, الاعتلال الدماغي الكبدي (Hepatic encephalopathy), يرقان, قصور الكلى, السكتة الدماغية (الجلطة الدماغية), ارتفاع ضغط الدم, أمراض سابقة بالجهاز الهضمي, أو تعاطي طويل المدى لبعض الأدوية كالكورتيكوستيرويدات و مضادات الالتهاب اللاستيرويدية والهيبارين والوارفارين.
- المرضى الذين تعرضوا لعمليات جراحية خطيرة وخضعوا لجهاز التنفس الصناعي لمدة تزيد عن 48 ساعة أو يعانون من اعتلالات تخثرية (اضطرابات في عمليات تجلط وسيولة الدم)
- تعرض المريض لإصابة تؤدي إلى رفع الضغط داخل القحف، أو حروق شديدة.[2]

## الأعراض والعلامات
يظهر النزيف الناتج عن قرحة الشدة بأشكال مختلفة منها:
- قيء بلون القهوة (بني قاتم أو أسود)
- قيء دموي (Hematemesis) هو تقيؤ دم أحمر (بعكس القيء الأسود)
- تغوط أسود اللون وسبب اللون الأسود هو بسبب تراكم الهيموجلوبين الناتج عن تكسر كرات الدم الحمراء في الدم النازف في البراز بعد أن تؤثر عليه المواد الكيميائية الهاضمة وبكتيريا الأمعاء.

## التشخيص
يتم التشخيص بأخذ التاريخ المرضي للمريض الذي غالبًا ما يظهر فيه سبب حدوث قرحة الشدة، بالإضافة إلى الفحص السريري وبعض الاختبارات كاختبار الهيماتوكريت (Haematocrit) واختبارات تجلط الدم, واستخدام منظار الجهاز الهضمي للكشف عن طبيعة القرحة وموقعها. ولابد من تأجيل إجراء المنظار في حالة النزيف حتى السيطرة التامة على الحالة ووقف النزيف.

## الوقاية
اعتمدت أقدم أنظمة الوقاية الموضوعة لمنع حدوث قرحة الشدة على ضخ جرعات محددة من مضادات الحموضة من خلال أنبوب أنفي (يتم إدخاله من الأنف إلى المعدة) للحفاظ على الأس الهيدروجيني داخل المعدة أكبر من 3.5, كان هذا النظام ذو تكلفة متدنية ولكن بمرور الوقت ثبتت أعراضه الجانبية الخطيرة وهي زيادة احتمالية حدوث التهاب القولون الغشائي الكاذب, ودخول الأدوية من الأنف إلى الرئة بدلا من المعدة مما يسبب الالتهاب الرئوي (Pneumonia), بالإضافة إلى الإسهال وارتفاع نسبة الماغنيسيوم ونقص نسبة الفوسفات في الدم كأعراض جانبية لمضادات الحموضة المحتوية على مادة الماغنيسيوم.
وتعددت بعد ذلك محاولات وضع أنظمة ثابتة للوقاية من قرحة الشدة إلا أنه حتى الآن لو يوجد نظام أثبت فعاليته.